# Calle Algarve
La calle Algarve es una calle de la ciudad Jerez de la Frontera, (Andalucía, España).
Su origen se sitúa en un extremo del casco histórico medieval, localizado intramuros. Dentro de la muralla que rodeaba a la ciudadela, la calle Algarve hacía a su vez frontera con el muro que separaba a la judería jerezana del resto de la ciudad. 
En esta calle nació el actor y dramaturgo jerezano Antonio Vico y Pintos.
Junto con la calle Remedios, calle Nogales, la plaza del Progreso y la calle Consistorio conforma un encantador conjunto de vías peatonales, salpicada de comercios tradicionales, casas señoriales y templos, cuyo origen se remonta a la Edad Media y la presencia andalusí en la ciudad. 
A raíz del auge de la calle Larga como principal calle comercial de la ciudad, la calle Algarve también fue un eje dinámico de comercios, contando esta calle por ejemplo con el primer asentamiento de comerciantes chinos a comienzos del siglo XX.

## El nombre
Para la segunda y definitiva Reconquista cristiana de la ciudad por parte de Alfonso X El Sabio, este pidió ayuda a caballeros portugueses procedentes del Algarve. Tras la derrota musulmana, estos caballeros se instalaron en esta calle e inmediaciones, dando con el tiempo nombre a esta vía.

## Literatura

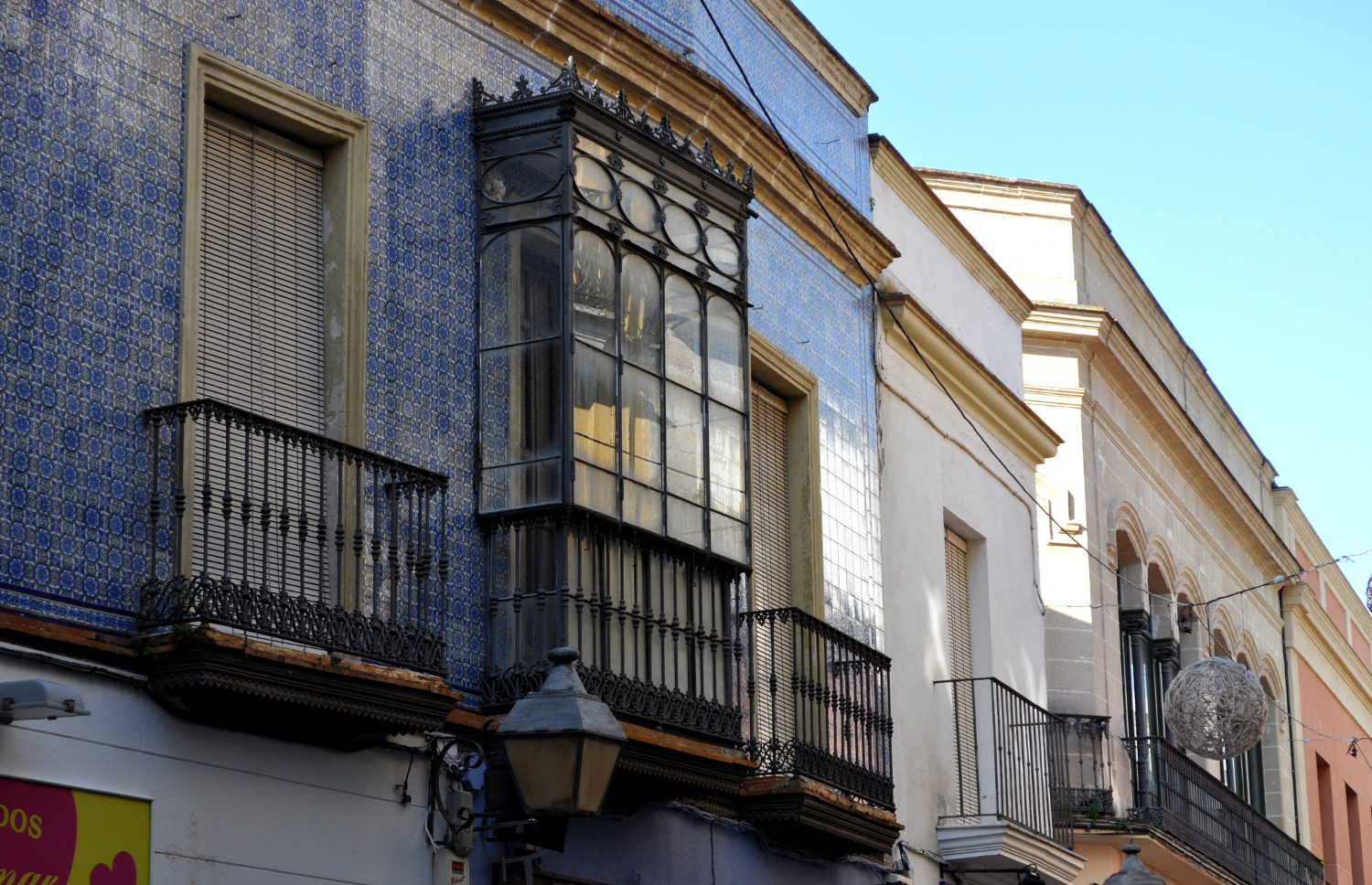
Azulejos en la calle Algarve.

El vagabundo de la calle Algarve tiene el cuerpo quemado.
No es preciso París.
No necesito un puente para divisar sus calles,
la miseria ha llegado hasta esta puerta, a tientas.
Calzados Agustín, qué nos importa el nombre,
las botas de charol que demoiselles bourgeoises se ponen en las noches:
ella enseña sus botas y se le ve otro cuero de pisar por la carne.
…”
El vagabundo de la calle Algarve (Dolors Alberola)